# Баррі Педерсон
Баррі Педерсон (англ. Barry Pederson, нар. 13 березня 1961, Біг Рівер) — канадський хокеїст, що грав на позиції центрального нападника. Грав за збірну команду Канади.
Володар Кубка Стенлі. Провів понад 700 матчів у Національній хокейній лізі.

## Ігрова кар'єра
Хокейну кар'єру розпочав 1976 року.
1980 року був обраний на драфті НХЛ під 18-м загальним номером командою «Бостон Брюїнс». 
Протягом професійної клубної ігрової кар'єри, що тривала 13 років, захищав кольори команд «Бостон Брюїнс», «Ванкувер Канакс», «Піттсбург Пінгвінс», «Гартфорд Вейлерс» та «Мен Марінерс».
Загалом провів 735 матчів у НХЛ, включаючи 34 гри плей-оф Кубка Стенлі.
Виступав за збірну Канади.

## Нагороди та досягнення
- Володар Кубка Стенлі в складі «Піттсбург Пінгвінс» — 1991.
- Учасник матчу усіх зірок НХЛ — 1983, 1984.

## Інше
До 1996 працював коментатором на радіо після чого його змінив Енді Бріклі.

## Статистика

### Клубні виступи
| Сезон        | Клуб                 | Ліга         | Регулярний сезон | Регулярний сезон | Регулярний сезон | Регулярний сезон | Регулярний сезон | Плей-оф | Плей-оф | Плей-оф | Плей-оф | Плей-оф |
| Сезон        | Клуб                 | Ліга         | І                | Г                | П                | О                | ШХ               | І       | Г       | П       | О       | ШХ      |
| ------------ | -------------------- | ------------ | ---------------- | ---------------- | ---------------- | ---------------- | ---------------- | ------- | ------- | ------- | ------- | ------- |
| 1976–77      | «Нанаймо Кліпперс»   | БКХЛ         | 64               | 44               | 74               | 118              | 31               | —       | —       | —       | —       | —       |
| 1977–78      | «Нанаймо Кліпперс»   | БКХЛ         | 63               | 51               | 102              | 153              | 68               | —       | —       | —       | —       | —       |
| 1977–78      | «Вікторія Кугарс»    | ЗХЛ          | 3                | 1                | 4                | 5                | 2                | —       | —       | —       | —       | —       |
| 1978–79      | «Вікторія Кугарс»    | ЗХЛ          | 72               | 31               | 53               | 84               | 41               | —       | —       | —       | —       | —       |
| 1979–80      | «Вікторія Кугарс»    | ЗХЛ          | 72               | 52               | 88               | 140              | 50               | 16      | 13      | 14      | 27      | 31      |
| 1980–81      | «Вікторія Кугарс»    | ЗХЛ          | 55               | 65               | 82               | 147              | 65               | 15      | 15      | 21      | 36      | 10      |
| 1980–81      | «Бостон Брюїнс»      | НХЛ          | 9                | 1                | 4                | 5                | 6                | —       | —       | —       | —       | —       |
| 1981–82      | «Бостон Брюїнс»      | НХЛ          | 80               | 44               | 48               | 92               | 53               | 11      | 7       | 11      | 18      | 2       |
| 1982–83      | «Бостон Брюїнс»      | НХЛ          | 77               | 46               | 61               | 107              | 47               | 17      | 14      | 18      | 32      | 21      |
| 1983–84      | «Бостон Брюїнс»      | НХЛ          | 80               | 39               | 77               | 116              | 64               | 3       | 0       | 1       | 1       | 2       |
| 1984–85      | «Бостон Брюїнс»      | НХЛ          | 22               | 4                | 8                | 12               | 10               | —       | —       | —       | —       | —       |
| 1985–86      | «Бостон Брюїнс»      | НХЛ          | 79               | 29               | 47               | 76               | 60               | 3       | 1       | 0       | 1       | 0       |
| 1986–87      | «Ванкувер Канакс»    | НХЛ          | 79               | 24               | 52               | 76               | 50               | —       | —       | —       | —       | —       |
| 1987–88      | «Ванкувер Канакс»    | НХЛ          | 76               | 19               | 52               | 71               | 92               | —       | —       | —       | —       | —       |
| 1988–89      | «Ванкувер Канакс»    | НХЛ          | 62               | 15               | 26               | 41               | 22               | —       | —       | —       | —       | —       |
| 1989–90      | «Ванкувер Канакс»    | НХЛ          | 16               | 2                | 7                | 9                | 10               | —       | —       | —       | —       | —       |
| 1989–90      | «Піттсбург Пінгвінс» | НХЛ          | 38               | 4                | 18               | 22               | 29               | —       | —       | —       | —       | —       |
| 1990–91      | «Піттсбург Пінгвінс» | НХЛ          | 46               | 6                | 8                | 14               | 21               | —       | —       | —       | —       | —       |
| 1991–92      | «Гартфорд Вейлерс»   | НХЛ          | 5                | 2                | 2                | 4                | 0                | —       | —       | —       | —       | —       |
| 1991–92      | «Бостон Брюїнс»      | НХЛ          | 32               | 3                | 6                | 9                | 8                | —       | —       | —       | —       | —       |
| 1991–92      | «Мен Марінерс»       | АХЛ          | 14               | 5                | 13               | 18               | 6                | —       | —       | —       | —       | —       |
| Усього в НХЛ | Усього в НХЛ         | Усього в НХЛ | 701              | 238              | 416              | 654              | 472              | 34      | 22      | 30      | 52      | 25      |

### Збірна
| Рік  | Команда | Турнір | Місце | І  | Г | П | О | ШХ |
| ---- | ------- | ------ | ----- | -- | - | - | - | -- |
| 1987 | Канада  | ЧС     | 4-е   | 10 | 2 | 3 | 5 | 2  |